# Igreja Paroquial de Antuzede
A Igreja Paroquial de Antuzede, ou Igreja de Santo Agostinho, localiza-se na freguesia de Antuzede, no Município de Coimbra, no Distrito de Coimbra, em Portugal.
A Igreja foi reformada no século XVIII, segundo o estilo popular barroco.

## Características
Possui uma ampla fachada com porta centralizada e janela ao nível do coro alto com curvatura. Ladeiam-na dois fogaréus com uma torre campanário de duas aberturas, mostrando a sineira dupla geminada à sua esquerda.
Internamente a igreja é espaçosa, de nave única e coro alto. Os retábulos, em estilo popular, são do século XVIII. O principal tem, ao centro, uma pintura de Cristo falando às crianças.
No altar principal encontram-se duas imagens em madeira, setecentistas finais, de Santo Agostinho, à esquerda, e de São Teotónio, à direita, ambas em mísulas douradas.
Na parede lateral, num nicho do lado direito, está uma imagem da Senhora da Saúde, em tamanho natural, datada do século XVII, em estilo renascentista, bem como a pia baptismal e as pias de água benta, ambas hemisféricas, do mesmo século.